# Kirche Rechlin

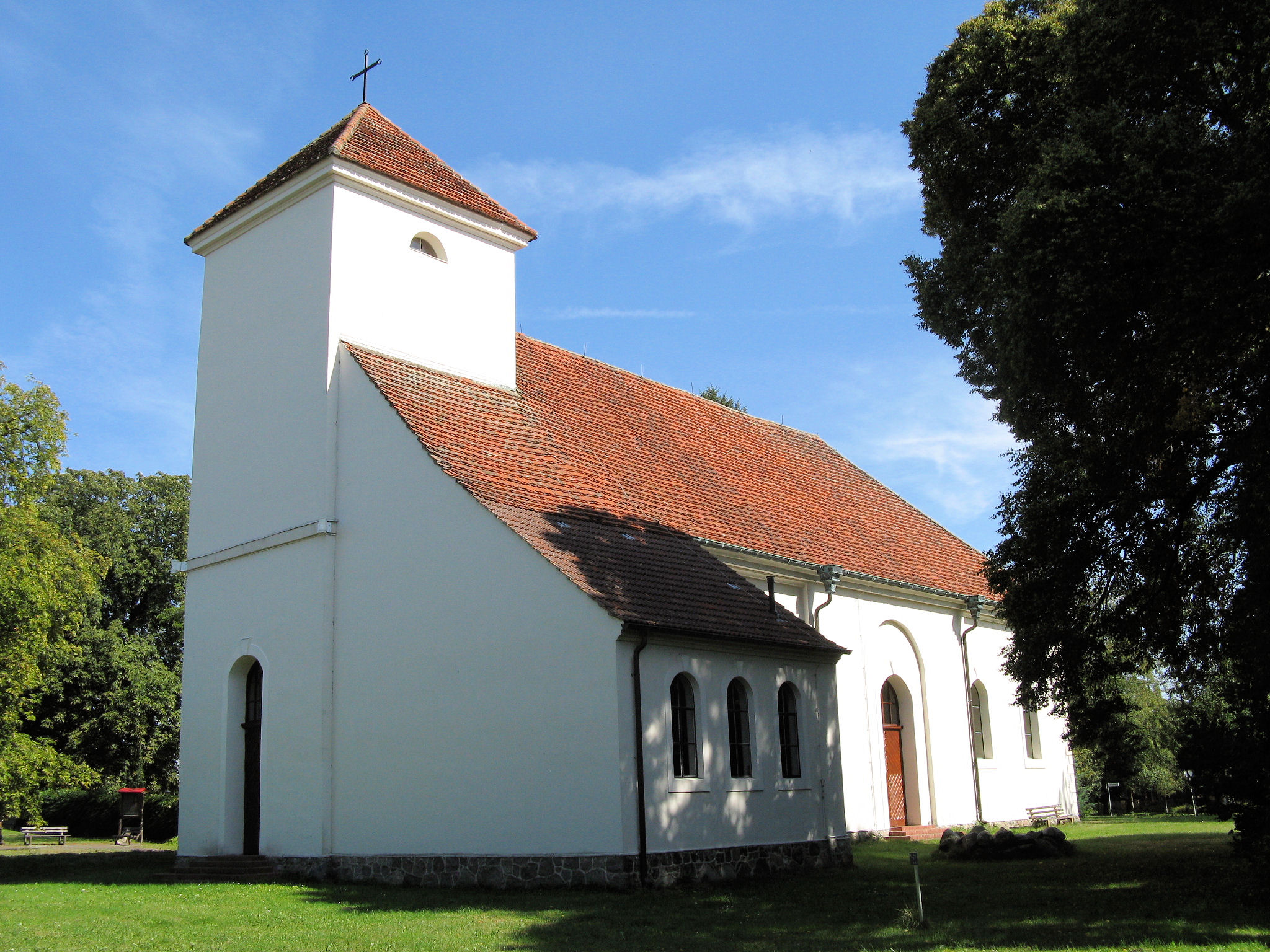
Die Rechliner Kirche im Jahr 2009

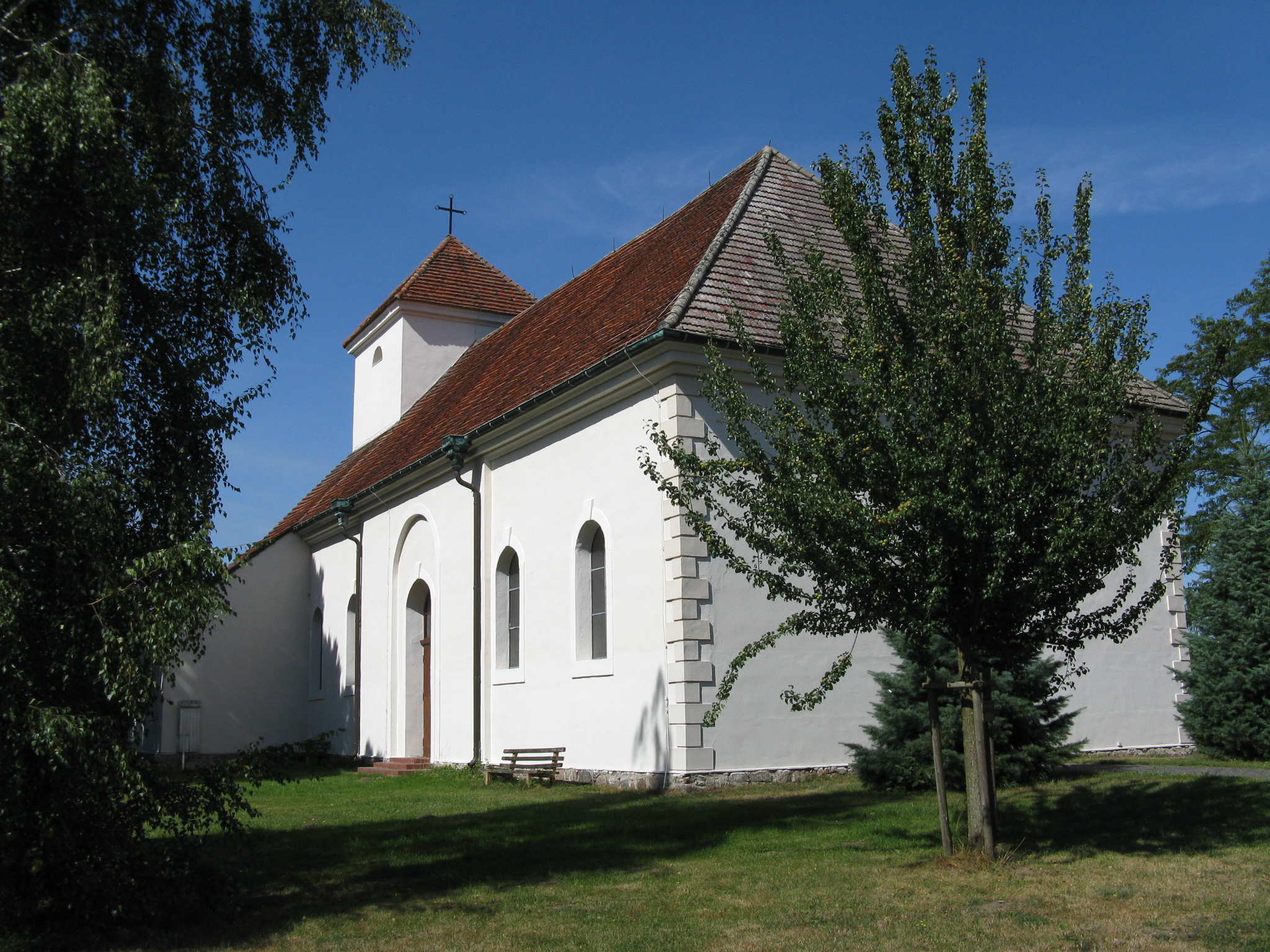
Südöstliche Ansicht

Die Kirche Rechlin ist ein klassizistisches Bauwerk in der Inselstraße 9 in Rechlin Nord.

## Geschichte
Die Rechliner Kirche wurde ab 1805 geplant und in den Jahren 1816 bis 1832 im Stil des Klassizismus erbaut. Der Putzbau wurde 1917 samt dem zugehörigen Gelände an den Fiskus verkauft und ab 1930 landwirtschaftlich genutzt. 1935 wurde die Kirche als Garnisonkirche neu geweiht und diente dann als Luftwaffengarnisonskirche. Sie war die erste in dieser Funktion ökumenisch genutzte Kirche. Die Empore wurde in dieser Zeit abgebaut, da der Hallencharakter der Kirche betont werden sollte. Nach Kriegsende diente das Bauwerk als Depot der NVA, Turnhalle, Kornspeicher und zu anderen Zwecken. Die Bundeswehr übernahm das Anwesen nach Abzug der NVA.
Der Förderverein Kirche Rechlin Nord baute das Gebäude ohne Unterstützung durch die Landeskirche ab 1990 zur Kirche zurück und sorgte für Glocken, Ahlborn-Orgel, Gestühl etc. Die ursprüngliche Ausstattung der Rechliner Kirche befindet sich in der Kirche von Vietzen. Die weiß verputzte Kirche mit Bogenfenstern und Feldsteinsockel erhielt, wie früher, eine gemauerte Kanzel ohne Schalldeckel. In den Raum wurde ein Harmonium integriert, außerdem befindet sich ein alter, nur teilweise erhaltener Taufstein aus Kalkstein in der Kirche. Die Decke zeigt eine Holzbalkenkonstruktion. Unter dem pyramidalen Turm, der atypischerweise hinter dem Altar auf der Ostseite der Kirche steht, wurde ein Sanitärtrakt eingerichtet; außerdem wurde ein kleiner Raum mit Küche für Feiern etc. geschaffen. Diese Arbeiten waren 1994 abgeschlossen.
Die Bundeswehr übergab die Kirche, die auch für Ausstellungen und andere kulturelle Veranstaltungen genutzt wird, 1996 an die Evangelisch-Lutherische Landeskirche Mecklenburgs. Inzwischen gehört die Kirchengemeinde Rechlin zur Propstei Neustrelitz, Kirchenkreis Mecklenburg der Evangelisch-Lutherischen Kirche in Norddeutschland.
1998 folgte die Glockenweihe. Neben drei neuen Glocken gehört auch eine über 650 Jahre alte Glocke zum Geläute der Rechliner Kirche. Sie hatte sich zwischenzeitlich in Vietzen befunden.